# Renato Gei
Renato Gei (Brescia, 1º febbraio 1921 – Nave, 20 maggio 1999) è stato un allenatore di calcio e calciatore italiano, di ruolo attaccante.

## Carriera

### Giocatore

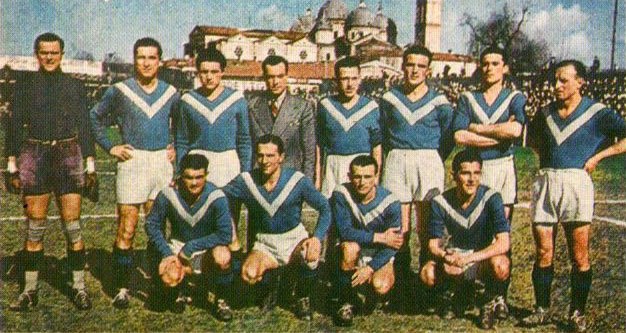
Gei (in piedi, quarto da destra) nel Brescia del 1940-1941

Esordisce con la maglia delle rondinelle del Brescia a 16 anni nel campionato di Serie C, realizzando nel Giugno 1939 il gol decisivo nello spareggio per la promozione in Serie B contro la Reggiana. La sua permanenza con la maglia delle Rondinelle durò fino alla stagione 1940-1941, quando con 25 gol a 20 anni conquistò il titolo di capocannoniere della Serie B, prima di trasferirsi alla Fiorentina. La sua destinazione era il Torino, che lo acquistò e poi lo girò alla Fiorentina in cambio di Romeo Menti. Gei riuscì quindi a non essere vittima della tragedia di Superga. A Firenze realizzò 18 reti (sfiorando il titolo di capocannoniere, che toccò a Silvio Piola) e la Fiorentina si piazzò comunque seconda in classifica.
Nel 1948, veste la maglia della Sampdoria. Nel 1951 viene convocato in Nazionale veste la maglia azzurra a Lugano contro la Svizzera e successivamente contro la Turchia.
Conclude la sua attività di calciatore con la maglia della sua città, tornando quindi al Brescia nel 1953 e rimanendoci fino al 1955. Gioca un ultimo anno in Serie C nel Pavia quando attacca le scarpe al chiodo per iniziare la carriera di allenatore.

### Allenatore
Esordisce come tecnico in Serie A nel 1958, affiancando Eraldo Monzeglio alla guida della Sampdoria.
Dopo due buone stagioni coi blucerchiati passa al Genoa, in Serie B. Sulla panchina del "grifone" vince il campionato con undici punti di vantaggio rispetto alle altre due promosse, Napoli e Modena, e trionfa nella Coppa delle Alpi 1962 grazie alla vittoria in finale per 1-0 contro i francesi del Grenoble.
Lasciata Genova ottiene la guida del Brescia nuovamente in Serie B, dove una penalizzazione di 7 punti in classifica fa terminare la squadra al settimo posto, mancando così la promozione.
L'anno seguente vince il campionato cadetto con le rondinelle, conducendole poi a due salvezze consecutive nei successivi campionati di massima serie. In particolare, nel campionato 1965-1966 ottiene un nono posto finale, che rimane il miglior piazzamento delle rondinelle in Serie A fino che Carlo Mazzone non ottiene l'ottavo posto al termine del campionato 2000-2001.
Siede poi sulle panchine di Lazio (23 presenze in Serie B e due in Coppa Italia), Lecco, Atalanta, Casertana prima del nuovo ritorno a Brescia nel 1973, quando rileva la squadra all'ultimo posto e conquista la salvezza.
Allena ancora Parma e Seregno prima del ritiro nel 1977.

## Statistiche

### Cronologia presenze e reti in nazionale
| Cronologia completa delle presenze e delle reti in nazionale ― Italia | Cronologia completa delle presenze e delle reti in nazionale ― Italia | Cronologia completa delle presenze e delle reti in nazionale ― Italia | Cronologia completa delle presenze e delle reti in nazionale ― Italia | Cronologia completa delle presenze e delle reti in nazionale ― Italia | Cronologia completa delle presenze e delle reti in nazionale ― Italia | Cronologia completa delle presenze e delle reti in nazionale ― Italia | Cronologia completa delle presenze e delle reti in nazionale ― Italia |
| Data                                                                  | Città                                                                 | In casa                                                               | Risultato                                                             | Ospiti                                                                | Competizione                                                          | Reti                                                                  | Note                                                                  |
| --------------------------------------------------------------------- | --------------------------------------------------------------------- | --------------------------------------------------------------------- | --------------------------------------------------------------------- | --------------------------------------------------------------------- | --------------------------------------------------------------------- | --------------------------------------------------------------------- | --------------------------------------------------------------------- |
| 25-11-1951                                                            | Lugano                                                                | Svizzera                                                              | 1 – 1                                                                 | Italia                                                                | Amichevole                                                            | -                                                                     |                                                                       |
| Totale                                                                |                                                                       | Presenze                                                              | 1                                                                     |                                                                       | Reti                                                                  | 0                                                                     |                                                                       |

## Palmarès

### Giocatore

#### Club
- Campionato italiano Serie C: 1

Brescia: 1938-1939

#### Individuale
- Capocannoniere della Serie B: 1

1940-1941 (24 gol)

### Allenatore

#### Competizioni nazionali
- Campionato italiano di Serie B: 2

Genoa: 1961-1962
Brescia: 1964-1965

#### Competizioni internazionali
- Coppa delle Alpi: 1

Genoa: 1962